# Badde lontana/Ma eri donna
Badde lontana/Ma eri donna, pubblicato nel 1974, è un singolo del gruppo italiano i Bertas.
Il brano della facciata A è Badde lontana, con testo in sardo, un canto d'autore di ispirazione folklorica, che poco dopo la pubblicazione è entrato a far parte della cultura e della tradizione popolare sarda. Nel 1993 il brano fu inserito nel loro LP Amistade.
La facciata B Ma eri donna è una canzone di genere pop.

## Tracce
Lato A
- Badde lontana (Antonio Strinna, Antonio Costa),

Lato B
- Ma eri donna (Bertas)

## Incisioni
Il singolo fu inciso su 45 giri, con marchio City Record (C 6320).